# Народ Себуано
Себуано (себуано: Mga Sugbuanon) є найбільшою підгрупою більшої етнолінгвістичної групи війсайців, яка становить найбільшу філіппінську етнолінгвістичну групу в країні. Їх основною мовою є себуанська мова, мова Австронезії. Вони виникли в провінції Себу в регіоні Центральні Вісаї, але пізніше поширилися на інші місця на Філіппінах, такі як Сікіхор, Бохоль, Східний Негрос, південно-західний Лейте, західний Самар, Масбате та значні частини Мінданао. Це також може стосуватися етнічної групи, яка розмовляє тією ж мовою, що й рідна мова в різних частинах архіпелагу. Термін себуано також відноситься до демоніма постійних жителів острова Себу незалежно від етнічної приналежності.

## Історія народу Себуано
Вже в 13 столітті китайські торговці відзначили процвітання себуано, з якими вони торгували різними порцеляновими тарілками і баночками від пізнього Тан до Мін, які використовувалися аборигенами для повсякденного життя або ховалися в могилах. Торговці також відзначали, як візаяни, коли вони не займалися торгівлею, здійснювали набіги на прибережні села Фукієня, використовуючи Формозу як свою базу. Повідомляється, що візайці їздили на складних бамбукових плотах і під час нападу були озброєні списами, до яких були прикріплені дуже довгі мотузки, щоб їх можна було дістати, щоб зберегти дорогоцінні залізні наконечники.
На початку 16 століття корінні жителі Себу під керівництвом раджі Хумабона вели активну бартерну торгівлю тканим полотном, вишивкою, литим бронзовим посудом і прикрасами. У поселенні також були невеликі ливарні, які виготовляли ступки, товкачі, чаші для вина, гонги, інкрустовані коробки для бетелю та міри для рису. Сам Хумабон був одягнений у розкішну набедрену пов'язку, шовковий тюрбан, перли та золоті прикраси, і мав би вимагати данину від східно-індійських, сіамських і китайських торговців. У той час густонаселені села вишикували східне узбережжя острова, тоді як високогірні села обіймали струмки та озера. Узбережжя з'єднувалися з внутрішніми районами або річками, або торговими шляхами. Громади складалися з бамбукових і вкритих соломою пальмових листів будинків, піднятих над землею на чотирьох стовпах і доступних по драбині, а територія під ними відводилася для домашніх тварин. Великий будинок Хумабона нагадував звичайні житла, височіючи, як великий стіг сіна над меншими.
Друга іспанська експедиція на Філіппіни, очолювана Мігелем Лопесом де Легаспі та Андресом де Урданетою, досягла Себу 27 квітня 1565 року. Як і раніше, місцеві жителі спочатку зустріли Легаспі доброзичливо, уклавши кровну угоду з Сікатуною, вождем Бохол, навіть має місце. Пізніше Тупас, син і наступник Хумабона, бився з іспанцями, які легко вбили близько 2000 воїнів, оснащених лише дерев'яними корсетами та мотузяними обладунками, списами, щитами, невеликими саблями, стрілами та декоративними головними уборами. Їх рідні човни, «створені для швидкості та маневреності, а не для артилерійських дуелей», не зрівнялися з трьома потужними військовими кораблями Іспанії.
Легаспі в супроводі чотирьох августинців побудував форт Сан-Мігель 8 травня 1565 року. Це було перше постійне іспанське поселення на архіпелазі. Себу був столицею іспанської колонії протягом шести років, перш ніж її перенесли в Панай, а потім в Манілу. Багато воїнів Себу були завербовані Легаспі, Гоїті та Сальседо для завоювання решти країни.
3 липня 1565 року Тупас підписав угоду, рівнозначну підпорядкуванню, за що отримав 13-метровий коричневий дамаск. 21 травня 1568 року, незадовго до смерті, Тупаса охрестив отець Дієго де Еррера — подія, яка пропагувала іспанське панування. 1 січня 1571 року поселення було перейменовано на Ciudad del Santisimo Nombre de Jesus (Місто Пресвятого Імені Ісуса) на честь образу Дитяти Ісуса, який був знайдений у будинку, який залишився неушкодженим після іспанського вторгнення. 1565 р. — на місці нинішньої августинської церкви. Вважалося, що це реліквія експедиції Магеллана, та сама, яку подарували «королеві Хуані» під час її хрещення.
У 1600-х роках Себу був одним із найбільш густонаселених іспанських поселень у країні, зазвичай там проживало приблизно від 50 до 100 іспанських поселенців, не враховуючи релігійних. Однак це різко скоротилося після 1604 року, коли участь Себу в торгівлі галеонами була призупинена. Себу щороку споряджав і відправляв галеон до Нової Іспанії. Прибутки були мінімальними через обмеження, накладені на предмети, які можна було завантажити, за ініціативою іспанських чиновників, які бажали зберегти торгівлю Маніла-Акапулько, що було більш прибутковим підприємством. Крім того, один галеон з Себу затонув у 1597 році.
Неучасть Себу в торгівлі галеонами значно зменшила її значення, і наприкінці 1730-х років у місті Себу проживали лише один або два іспанці, які не були урядовцями, солдатами чи священиками. Небагато іспанців володіли землею в сільській місцевості, що ще більше посилилося указом, який забороняв іспанцям жити серед філіппінців до 1768 року.
Італійський мандрівник Джемеллі Карері наприкінці 17-го століття та французький учений Ле Жантіль у 18-му відзначали комерційну бідність Себу. Острів став просто форпостом. Міжострівну торгівлю додатково обмежували два чинники: загроза так званих набігів моро з Мінданао та морських піратів моро, які тривали аж до кінця 1790-х років; і спроби алькальдес-майорів (губернаторів провінцій) монополізувати внутрішню торгівлю заради власної економічної вигоди. Цим алькальде-майорам було дозволено придбати спеціальну ліцензію на торгівлю, щоб компенсувати той факт, що іспанська центральна адміністрація постійно не мала коштів для виплати зарплати своїм місцевим чиновникам і бюрократам.
Коли іспанські чиновники оговталися після короткочасної британської окупації Маніли з 1760 по 1762 рік, вони почали запроваджувати реформи, які зрештою зробили атмосферу більш сприятливою для торгівлі. Торгівля Себу повільно омолоджувалася.
Відкриття Філіппін для світової торгівлі в 1834 році, а згодом і Себу в 1860 році, стимулювало економічну діяльність у Себу. Цукор і коноплі стали важливими товарними культурами для економіки Себу. Цукор вже вирощували на Себу ще до приходу Магеллана. Ідентифікований як один із чотирьох сортів цукру, знайдених на Філіппінах в іспанський період, був штам під назвою Cebu purple. Значно зростаючий попит на товарні культури означав, як і в більшості інших регіонів Філіппін, значні зміни у моделях власності на землю. Земля дедалі більше зосереджувалася у власності кількох рук, як правило, за допомогою методу pacto de retroventa, за яким її початкові власники заставляли новим багатим землевласникам за умови, що її можна було викупити за тією ж ціною. певна дата. Ця система, яка сприяла кредиторам, створила новий клас заможних землевласників і масу безземельних найманих сільськогосподарських робітників, обидва з яких зростали в хвилюванні проти іспанської адміністрації та влади релігійних. Ця модель була знайома решті країни.
Революційне повстання на Себу очолювали Леон Кілат, Флоренсіо Гонсалес, Луїс Флорес, Кандідо Паділья та Андрес Абеллана. 3 квітня 1898 року вони повстали проти іспанської влади в Себу. Запеклі бої точилися на вулиці Валеріано Вейлера, нині Трес-де-Абріль, та в інших частинах міста. Революціонери вигнали іспанців через річку Пахіна і, нарешті, до форту Сан-Педро. Вони облягали форт протягом трьох днів, але відступили, коли іспанці надіслали підкріплення з Ілоїло та бомбили місто.
Іспанське панування в Себу закінчилося 24 грудня 1898 року після Паризького договору, підписаного 10 грудня. Іспанці під керівництвом військово-політичного губернатора Себу Адольфо Монтеро вийшли з міста та передали уряд тимчасовому комітету громадян Себуано. Уряд Філіппін було офіційно створено в місті Себу 29 грудня 1898 року, а революціонер Луїс Флорес став першим філіппінським губернатором провінції Себу.
Американська окупація поклала кінець республіканському міжцарів'ю. Після окупації Ілоїло 11 лютого 1899 року американці почали наближатися до Вісайських островів. Кілька днів тому група, до складу якої входили провінційні чиновники новоствореного цивільного уряду, зібралася в Casa Real, щоб спланувати війну. Луїс Флорес, Мігель Логарта, Хуан Клімако, Аркадіо Максілом і Пабло Мейха були серед присутніх. Однак класові протиріччя між цими особистостями призвели до угруповань. Під час зустрічі на борту американського судна «Буревісник» цивільні чиновники Себуано обговорювали, здаватися чи не вести війну. У результаті виникли дві фракції: помірковані, які виступали за капітуляцію, на чолі з Хуліо Льоренте і Пабло Мехіа, і молодші чиновники, які хотіли чинити опір, на чолі з Аркадіо Максілом і Хуаном Клімако. Помірковані виграли суперечку. Під загрозою військово-морського бомбардування США місто Себу було здано американцям 22 лютого 1899 року. Однак почалася війна в масштабах провінції під керівництвом Клімако та Максілома.
Себуанська армія відступила на високогір'я та розбилася на менші партизанські загони, стратегію, яку Максілом адаптував із стратегії Еміліо Агінальдо. Ці загони рухалися по провінції, саботуючи американські лінії зв'язку та вербуючи нових повстанців і цивільних союзників. Тим часом американці, чиї підрозділи атакували по всьому Себу, почали грабувати міста та підпалювати будинки, намагаючись тероризувати цивільне населення, щоб воно підкорилося.
Класова напруга, відсутність згуртованості та стабільного керівництва переслідували опір. Відхід ilustrado (освічених) членів цивільного уряду розколов об'єднаний фронт проти американців. На початку війни наполягання на боротьбі з фіксованих позицій замість застосування партизанської тактики коштувало руху опору артилерії та солдатів. Тим часом кількість колабораціоністів і американських симпатиків зростала. Католицьке керівництво в Себу дбало про власні інтереси, а кілька бізнесменів хотіли стабільності та порядку. Під час війни загинуло близько 1000 себуано. Американці мали лише 100 втрат.
Опір Себуано правлінню США був сильним, але йому довелося підкоритися вищій американській зброї після капітуляції генералів Себуано в жовтні 1901 року. Разом із 78 чоловіками Максілом здався лейтенанту Джону Л. Бонду з 19-го піхотного полку США в Тубурані 27 жовтня. Максілом допоміг іншим лідерам опору на Вісайських островах здатися. Проте повстанські загони та бандити змішаних переконань, яких зазвичай називали пулаханами, продовжували боротьбу проти американців до 1906 року.
Американці запровадили державну освіту, сприяли розвитку промисловості та реорганізували місцеве самоврядування. У 1901 році Хуліо Льоренте був призначений цивільним губернатором Себу. Дозволялося продовжувати дію всіх попередніх законів і постанов. Згодом посади в муніципальних радах заповнювалися не шляхом призначення, а шляхом всенародних виборів. У 1902 році в місті Себу відбулися вибори губернатора провінції. Хуан Клімако переміг з 249 голосами проти Льоренте, який отримав 122 голоси.
З консолідацією американського правління в Себу та його прилеглих провінціях місцеві еліти та інтелектуали, включно з тими, хто воював під час двох фаз Філіппінської революції, наважилися потрапити в цивільну адміністрацію, балотуючись на виборах до місцевого уряду. Одним із цих людей був молодий юрист на ім'я Серхіо Осменя старший, який був відомий тим, що писав націоналістичні статті для себуанської щоденної газети El Nuevo Dia. У віці 25 років Осменя був призначений виконуючим обов'язки губернатора провінції Себу генерал-губернатором Люком Райтом (Валенсія, 1977). Потім молодий Осменя піднявся по політичній драбині, починаючи з посади фіскала провінції Себу та Східного Негросу в 1904 році, а потім обійнявши посаду губернатора провінції Себу в 1906 році. Невдовзі він потрапив у основну політику, сформувавши Partido Nacionalista разом з Мануелем Л. Кесоном для виборах до асамблеї Філіппін у 1907 році, а потім став спікером асамблеї Філіппін (пізніше Палати представників) до 1922 року, коли він був обраний сенатором (Cullinane 1989). З інавгурацією Співдружності в 1935 році Кесон і Осменя були обрані президентом і віце-президентом відповідно і переобрані в 1941 році (Mojares 1994). Після смерті Мануеля Кесона в серпні 1944 року віце-президент Осменя обійняв посаду президента і незабаром повернувся на Філіппіни разом з генералом Дугласом Макартуром. З поверненням цивільної адміністрації в 1945 році Осменя відновив різні функції гілок влади та розпочав негайну економічну реабілітацію країни. Після поразки на президентських виборах 1946 року Осменя пішов з політики (Santos 1999). Але його нащадки продовжували домінувати в політиці Себуано протягом десятиліть.
До 1930-х років згідно з Законом про американське садибне поселення тисячі візайських поселенців прибували на Мінданао, переважно з Себу та Ілоїло. Більшість себуано осіли вздовж затоки Давао, яка тоді була відома плантаціями абаки та кокосових пальм. Американці заохочували цю хвилю міграції з Лусона та Вісайських островів, щоб вгамувати селянські повстання в цих районах і, на Мінданао, щоб протистояти опору мусульманських і корінних громад і зростаючого населення японських поселенців. Більшість поселенців, які прибули на Мінданао, були селянами, які скористалися можливістю отримати землю та роботу; але були також освітяни, підприємці та інші професіонали.
Сьогодні себуаномовне населення Мінданао продовжує впливати на культурний і політичний ландшафт регіону. Найбільші себуанські громади на острові знаходяться в містах уздовж затоки Давао, що робить себуано-вісайську мову однією з найпоширеніших мов на Мінданао. І в Давао, і в Кагаян-де-Оро є радіо, телепрограми та газети на себуанській мові. Підприємці в Себу поширюють свій бізнес на міські райони Кагаян-де-Оро, Давао та Генерал-Сантос. Ряд політичних лідерів на Мінданао мають себуанське походження.
Себу став статутним містом 24 лютого 1937 року. Вісенте Рама є автором і забезпечив схвалення Конгресом Хартії міста Себу. Статут змінив назву «президент» на мер. Альфредо В. Хасінто обіймав посаду мера за призначенням президента.

## Релігійні вірування
Себуано, як і інші філіппінці-католики, шанують своїх святих покровителів. Під час свята моляться дев'ятниці, запалюють свічки в церквах і цілують образи святих покровителів на знак пошани та подяки. Меси передують процесії, щоб запобігти нещастям протягом року. З 16 по 24 грудня дев'ять днів поспіль проводиться misa de gallo (досвітня меса). Є також урочисті обряди великого посту, довгі процесії, релігійні драми.
Християнська народна релігійність найбільш очевидна і типова в процесії Великого посту, що проводиться у Страсний четвер і Страсну п'ятницю на острові Бантаян. У цьому великому великопісному видовищі бантаянон одягають своїх дітей у костюми ангелів і святих і слідують за каретами своїх улюблених святих. Окрім статуй у натуральну величину Сан-Вісенте, Сан-Хосе, Санта-Тереза, Сан-Педро та Санта-Марія-Магдалина, є близько 20 інших плавучих споруд, що зображують сцени страстей Христа.
Проте найпопулярнішою прихильністю вони є до Санто-Ніньо з Себу, чия статуя, шанована в церкві августинців у місті Себу, є найдавнішою християнською релігійною реліквією на Філіппінах. Вважається, що Немовля є рятівником під час пожеж і стихійних лих. Воно творить великі й малі чудеса; його роль може варіюватися від захисту острова від іноземних загарбників у минулі часи до нешкідливих жартів.
І світська, і релігійна влада символічно пов'язують історію відкриття ікони в XVI столітті з історією народу. Велике тижневе святкування під час свята Санто-Ніньо підкреслюється танцями синулог і вечірньою процесією при свічках.

## Культура

### Себуанські народні танці
Себуанські танці різноманітні. У цьому сорті представлені барвистий суртідо себуано з Бантаяна, малигоной з Консоласьйона, ла берде та охонг-охонг з Каркара, сампагіта з Сан-Фернандо, а також пасодобль. У Сібалоні, Східний Негрос, Сан-Антоніо з Падуї вшановують танець гапнод. Діти танцюють і співають святкові пастори, зображення поклоніння пастуха Дитятку Ісусу.